# 美術研究所画塾
美術研究所画塾は福岡県福岡市にある芸術大学・美術大学の受験予備校。
略称は『画塾（がじゅく）』（いわゆる絵画の私塾一般としての意味で用いられる『画塾』とは区別を要する）。

## 沿革
- 1980年　前塾長、村上省吾が自宅アトリエにて『美術研究所  村上塾』創立
- 1985年　『芸大・美大受験  美術研究所「画塾」』に改称、現在の所在地（下記）に移転
- 2001年　『県知事認可　美術研究所画塾』に校名変更

## 設置科
- 油画科
- 日本画コース
- デザイン・工芸科
- 教育系美術科
- 九産大・造形短大科
- 基礎造形科

## 所在地
- 〒812－0053　福岡県福岡市東区箱崎4－22－16